# Ersephila electa
Ersephila electa là một loài bướm đêm trong họ Geometridae.